# Шаргородська Дар'я В'ячеславівна
Дар'я В'ячеславівна Шаргородська (дошлюбне Великоконь; 11 квітня 2002) — українська волейболістка, зв'язуюча. Гравець національної збірної. Учасниця трьох чемпіонатів Європи. Чемпіонка Євроліги 2023 року. Майстер спорту України міжнародного класу (2023). Переможець Ліги чемпіонів Азії 2025.

## Із біографії
Волейболом почала займатися з шести років. Перший тренер — Ольга Германівна Датій (Біла Церква). У 2017—2018 роках грала за юніорську збірну України. Учасниця чемпіонату Європи (U17) в Болгарії (серпень 2018). У липні 2022 виступала на першій молодіжній першості континенту в Італії.
Переможниця Ліги чемпіонів Азії 2025 року в складі казахського клубу «Жетису» (разом з Димар і Денисовою).
У серпні 2017 року перебувала на тренувальному зборі збірної України в Івано-Франківську, це був перший етап підготовки до континентальної першості. Вперше потрапила до складу на гру проти Чорногорії 5 січня 2019 року і стала наймолодшим представником «Хіміка» в головній команді країни. На чемпіонаті Європи 2019 року зіграла в останньому матчі групового турніру проти Португалії. На наступних двох першостях континенту зіграла у всіх матчах турніру. Учасниця розіграшів Золотої євроліги, Кубка претендентів і кваліфікаційного турніру на Олімпійські ігри 2024 року.

## Клуби
| Роки      | Команди                    |
| --------- | -------------------------- |
| 2017—2018 | «Спортліцей» (Біла Церква) |
| 2018—2021 | «Хімік» (Южне)             |
| 2021—2022 | «Аланта» (Дніпро)          |
| 2022—2024 | «Прометей» (Кам'янське)    |
| 2024—     | «Жетису» (Талдикорган)     |

## Досягнення
Європейська ліга
- Перше місце (2): 2023, 2025

Чемпіонат України
- Перше місце (3): 2019, 2023, 2024
- Друге місце (1): 2021

Кубок України
- Перше місце (3): 2019, 2020, 2024
- Друге місце (1): 2021

Суперкубок України
- Перше місце (3): 2018, 2019, 2023

Ліга чемпіонів Азії
- Перше місце (1): 2025

Чемпіонат Казахстану
- Перше місце (1): 2025

Кубок Казахстану
- Перше місце (1): 2025

Суперкубок Казахстану
- Перше місце (1): 2024

## Статистика
Статистика виступів в єврокубках:
| Сезон   | Клуб           | Турнір         | Ігри | Сети | Очки | Ср.  | Примітки |
| ------- | -------------- | -------------- | ---- | ---- | ---- | ---- | -------- |
| 2018/19 | «Хімік» (Южне) | Кубок ЄКВ      | 2    |      | 0    | 0    | [ 12 ]   |
| 2019/20 | «Хімік» (Южне) | Ліга чемпіонів | 4+   |      | 0    | 0    | [ 13 ]   |
| 2020/21 | «Хімік» (Южне) | Ліга чемпіонів | 4    | 5    | 1    | 0,2  | [ 14 ]   |
|         | «Хімік» (Южне) | Кубок ЄКВ      | 2    | 2    | 0    | 0    | [ 15 ]   |
| 2022/23 | СК «Прометей»  | Ліга чемпіонів | 6    | 22   | 10   | 0,45 |          |
| 2023/24 | СК «Прометей»  | Ліга чемпіонів | 8    | 31   | 28   | 0,9  |          |

Статистика виступів у збірній:
| Сезон | Турнір                   | Ігри | Сети | Очки | Ср.  | Місце | Примітки |
| ----- | ------------------------ | ---- | ---- | ---- | ---- | ----- | -------- |
| 2019  | Євроліга                 | 3    | 7    | 2    | 0,29 |       |          |
|       | Чемпіонат Європи         | 1    | 1    | 0    | 0    |       |          |
| 2021  | Євроліга                 | 4    | 15   | 10   | 0,67 |       |          |
|       | Чемпіонат Європи         | 6    | 14   | 9    | 0,64 | 9-16  |          |
| 2022  | Євроліга                 | 4    | 18   | 10   | 0,56 |       |          |
| 2023  | Євроліга                 | 8    | 29   | 19   | 0,66 | 1     |          |
|       | Кубок претендентів       | 3    | 11   | 9    | 0,82 | 4     |          |
|       | Чемпіонат Європи         | 6    | 22   | 15   | 0,68 | 9-16  |          |
|       | Олімпійська кваліфікація | 7    | 24   | 21   | 0,88 |       |          |
| 2024  | Золота євроліга          | 6    | 22   | 19   | 0,86 | 5     |          |
| 2025  | Золота євроліга          | 8    | 28   | 28   | 1    | 1     |          |